# Tolna cryptoleuca
Tolna cryptoleuca är en fjärilsart som beskrevs av George Francis Hampson 1918. Tolna cryptoleuca ingår i släktet Tolna och familjen nattflyn. Inga underarter finns listade i Catalogue of Life.